# Frances Pomeroy Naismith Award

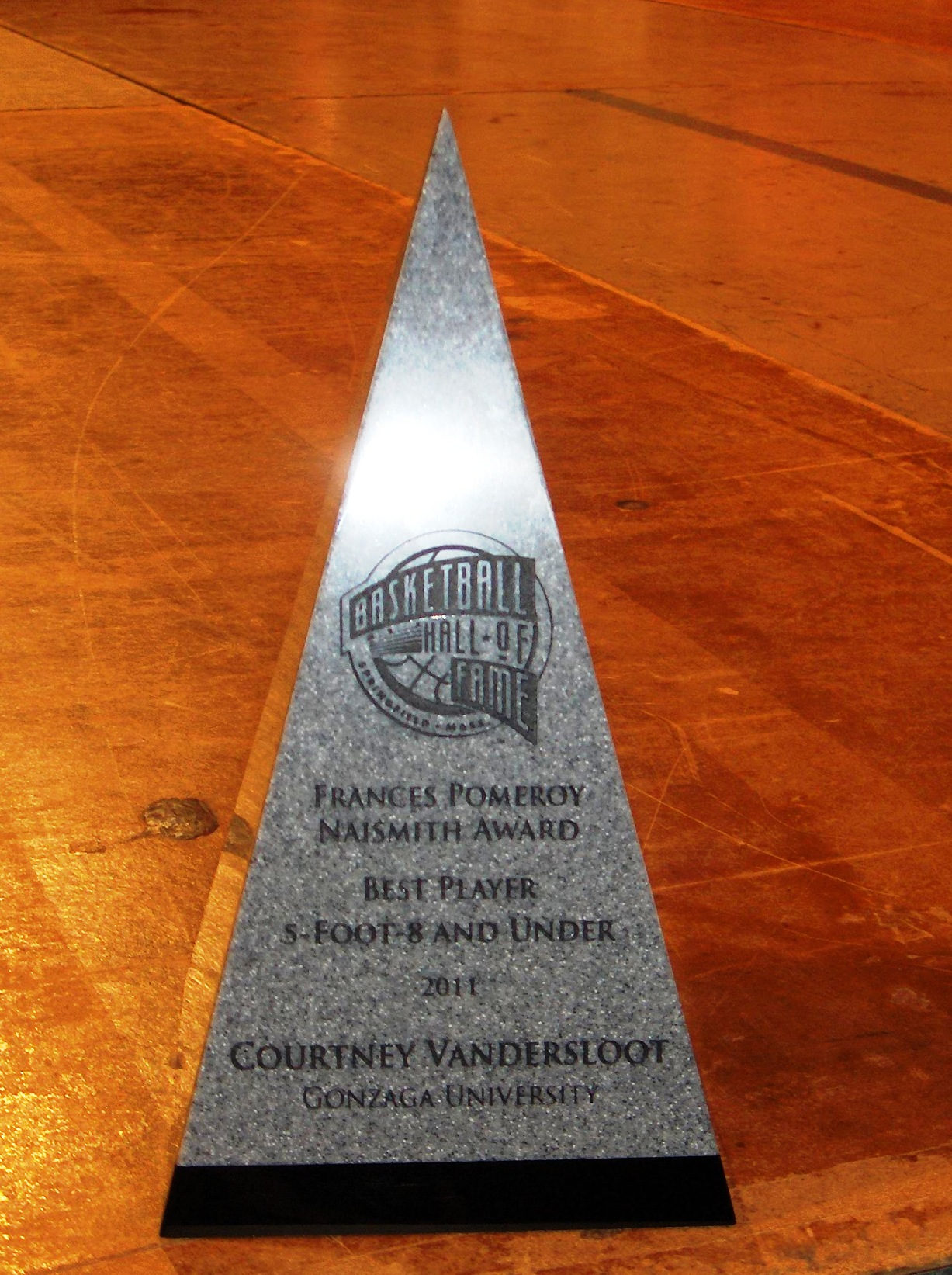

El Frances Pomeroy Naismith Award fue un galardón anual del baloncesto universitario estadiunidense que se concedía al jugador que, con una estatura inferior a la media, más destaque a lo largo de la competición. El premio, denominado así en honor de la nuera de James Naismith, el inventor del baloncesto, se estableció en 1969 en la categoría masculina y en 1984 en la femenina. En categoría masculina, se entrega al jugador de último año más destacado cuya estatura no sobrepase los 1,83 metros, y lo concede la NABC, mientras que en categoría femenina, la estatura límite es 1,73, y es concedido por la WBCA.
El galardón estaba restringido a los jugadores que compiten en la División I de la NCAA, aunque en el pasado estaba abierto a todos los niveles. Entre los ganadores masculinos John Rinka del Kenyon College (1970) y Mike Schieb de Susquehanna University (1978) lo consiguieron jugando en la División II y la División III respectivamente, mientras que entre las mujeres Julie Dabrowski del New Hampshire College (1990) y Amy Dodrill (1995) y Angie Arnold (1998), ambas de la Universidad Johns Hopkins lo consiguieron jugando en la División III.
Solo tres universidades han repetido galardón entre los hombres, St. John's, UCLA y Louisville, y seis entre las mujeres, Connecticut, Gonzaga, Johns Hopkins, Notre Dame, Penn State y Baylor.
El galardón dejó de concederse en 2014.

## Palmarés

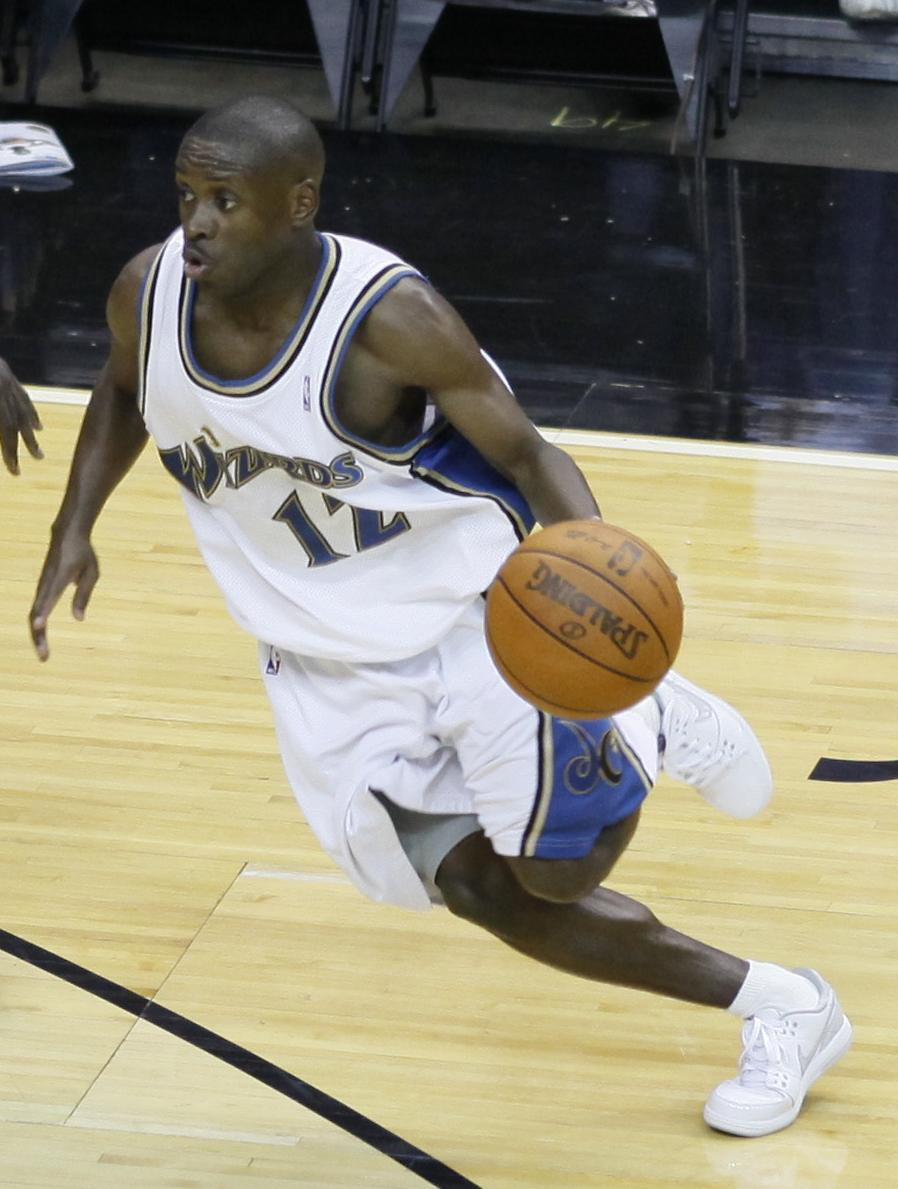
Earl Boykins, at 5'5" (1.65 m) es el tercer jugador más bajo en recibir el galardón.

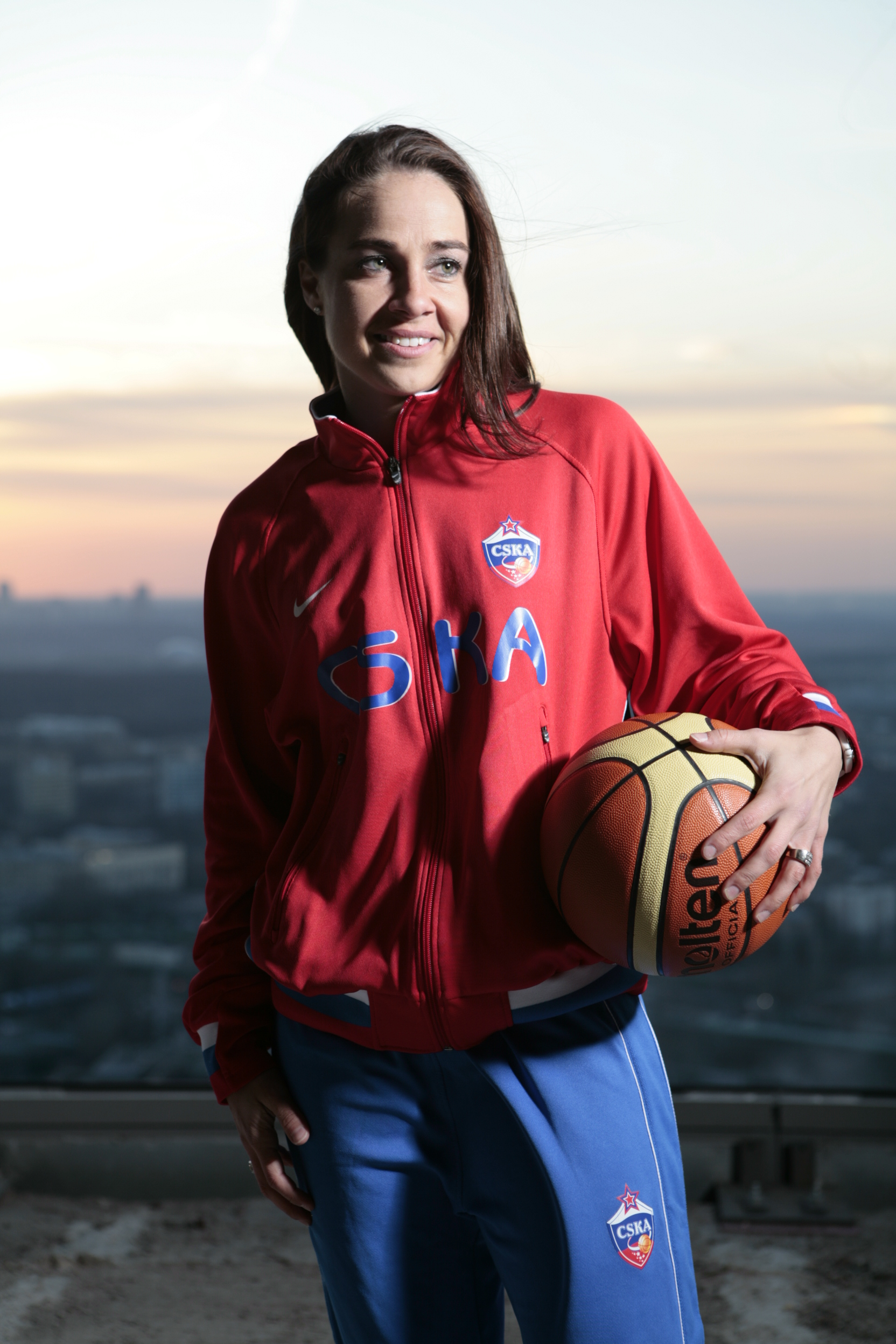
Becky Hammon es la líder en anotación histórica de la WAC.

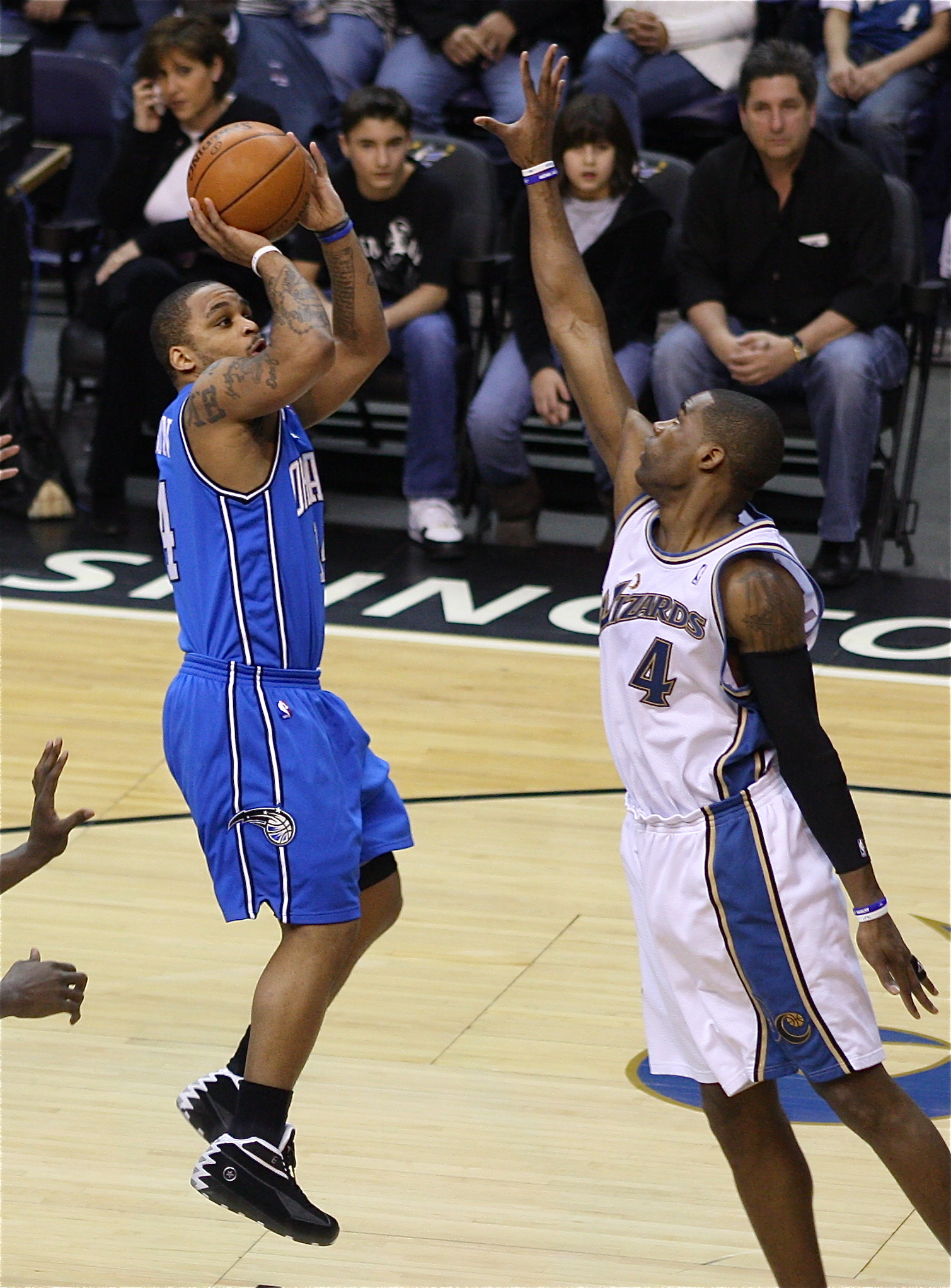
Jameer Nelson recibió también el National Player of the Year en 2004.

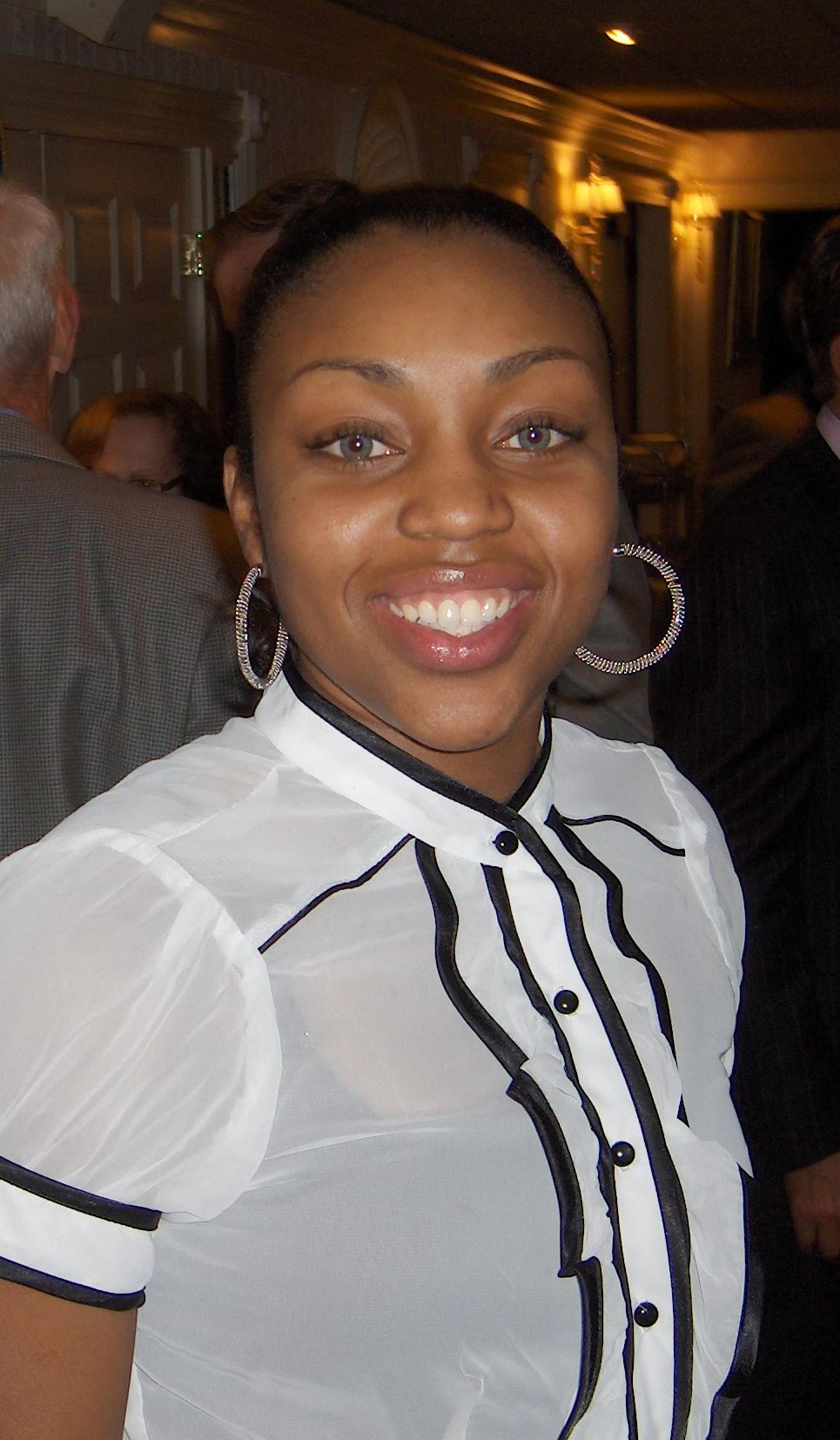
Renee Montgomery fue la segunda ganadora de Connecticut.

| * | Ganador también del Naismith College Player of the Year y/o el John R. Wooden Award (y/o el Wade Trophy para las mujeres) |

| Año     | Jugador           | College           | Estatura       |
| ------- | ----------------- | ----------------- | -------------- |
| 1968–69 | Billy Keller      | Purdue            | 5'10" (1.78 m) |
| 1969–70 | John Rinka        | Kenyon            | 5'9" (1.75 m)  |
| 1970–71 | Charles Johnson   | California        | 6'0" (1.83 m)  |
| 1971–72 | Scott Martin      | Oklahoma          |                |
| 1972–73 | Robert Sherwin    | Army              |                |
| 1973–74 | Mike Robinson     | Michigan State    |                |
| 1974–75 | Monte Towe        | N.C. State        | 5'7" (1.70 m)  |
| 1975–76 | Frank Alagia      | St. John's        |                |
| 1976–77 | Jeff Jonas        | Utah              | 6'0" (1.83 m)  |
| 1977–78 | Mike Schieb       | Susquehanna       | 5'8" (1.73 m)  |
| 1978–79 | Alton Byrd        | Columbia          | 5'9" (1.75 m)  |
| 1979–80 | Jim Sweeney       | Boston College    |                |
| 1980–81 | Terry Adolph      | West Texas State  | 5'8" (1.73 m)  |
| 1981–82 | Jack Moore        | Nebraska          |                |
| 1982–83 | Ray McCallum      | Ball State        |                |
| 1983–84 | Ricky Stokes      | Virginia          |                |
| 1984–85 | Bubba Jennings    | Texas Tech        | 5'11" (1.80 m) |
| 1985–86 | Jim Les           | Bradley           | 5'11" (1.80 m) |
| 1986–87 | Muggsy Bogues     | Wake Forest       | 5'3" (1.60 m)  |
| 1987–88 | Jerry Johnson     | Florida Southern  | 5'11" (1.80 m) |
| 1988–89 | Tim Hardaway      | UTEP              | 6'0" (1.83 m)  |
| 1989–90 | Greg "Boo" Harvey | St. John's        | 6'0" (1.83 m)  |
| 1990–91 | Keith Jennings    | ETSU              | 5'7" (1.70 m)  |
| 1991–92 | Tony Bennett      | UW–Green Bay      | 6'0" (1.83 m)  |
| 1992–93 | Sam Crawford      | New Mexico State  | 5'8" (1.73 m)  |
| 1993–94 | Greg Brown        | New Mexico        | 5'7" (1.70 m)  |
| 1994–95 | Tyus Edney        | UCLA              | 5'10" (1.78 m) |
| 1995–96 | Eddie Benton      | Vermont           | 5'10" (1.78 m) |
| 1996–97 | Brevin Knight     | Stanford          | 5'10" (1.78 m) |
| 1997–98 | Earl Boykins      | Eastern Michigan  | 5'5" (1.65 m)  |
| 1998–99 | Shawnta Rogers    | George Washington | 5'4" (1.63 m)  |
| 1999–00 | Scoonie Penn      | Ohio State        | 5'11" (1.80 m) |
| 2000–01 | Rashad Phillips   | Detroit           | 5'10" (1.78 m) |
| 2001–02 | Steve Logan       | Cincinnati        | 5'10" (1.78 m) |
| 2002–03 | Jason Gardner     | Arizona           | 5'10" (1.78 m) |
| 2003–04 | Jameer Nelson*    | Saint Joseph's    | 6'0" (1.83 m)  |
| 2004–05 | Nate Robinson     | Washington        | 5'9" (1.75 m)  |
| 2005–06 | Dee Brown         | Illinois          | 6'0" (1.83 m)  |
| 2006–07 | Tre Kelley        | South Carolina    | 6'0" (1.83 m)  |
| 2007–08 | Mike Green        | Butler            | 6'0" (1.83 m)  |
| 2008–09 | Darren Collison   | UCLA              | 6'0" (1.83 m)  |
| 2009–10 | Sherron Collins   | Kansas            | 5'11" (1.80 m) |
| 2010–11 | Jacob Pullen      | Kansas State      | 6'0" (1.83 m)  |
| 2011–12 | Reggie Hamilton   | Oakland           | 5'11" (1.80 m) |
| 2012–13 | Peyton Siva       | Louisville        | 6'00" (1.83 m) |
| 2013–14 | Russ Smith        | Louisville        | 6'00" (1.83 m) |

| Año     | Jugadora             | College               | Estatura      |
| ------- | -------------------- | --------------------- | ------------- |
| 1983–84 | Kim Mulkey           | Louisiana Tech        | 5'4" (1.63 m) |
| 1984–85 | Maria Stack          | Gonzaga               |               |
| 1985–86 | Kamie Ethridge*      | Texas                 | 5'5" (1.65 m) |
| 1986–87 | Rhonda Windham       | USC                   |               |
| 1987–88 | Suzie McConnell      | Penn State            | 5'5" (1.65 m) |
| 1988–89 | Paulette Backstrom   | Bowling Green         |               |
| 1989–90 | Julie Dabrowski      | New Hampshire College |               |
| 1990–91 | Shanya Evans         | Providence            |               |
| 1991–92 | Rosemary Kosiorek    | West Virginia         | 5'5" (1.65 m) |
| 1992–93 | Dena Evans           | Virginia              | 5'4" (1.63 m) |
| 1993–94 | Nicole Levesque      | Wake Forest           |               |
| 1994–95 | Amy Dodrill          | Johns Hopkins         |               |
| 1995–96 | Jennifer Rizzotti*   | Connecticut           | 5'6" (1.68 m) |
| 1996–97 | Jennifer Howard      | N.C. State            |               |
| 1997–98 | Angie Arnold         | Johns Hopkins         |               |
| 1998–99 | Becky Hammon         | Colorado State        | 5'6" (1.68 m) |
| 1999–00 | Helen Darling        | Penn State            | 5'6" (1.68 m) |
| 2000–01 | Niele Ivey           | Notre Dame            | 5'7" (1.70 m) |
| 2001–02 | Sheila Lambert       | Baylor                | 5'7" (1.70 m) |
| 2002–03 | Kara Lawson          | Tennessee             | 5'8" (1.73 m) |
| 2003–04 | Erika Valek          | Purdue                | 5'6" (1.68 m) |
| 2004–05 | Tan White            | Mississippi State     | 5'7" (1.70 m) |
| 2005–06 | Megan Duffy          | Notre Dame            | 5'7" (1.70 m) |
| 2006–07 | Lindsey Harding*     | Duke                  | 5'8" (1.73 m) |
| 2007–08 | Jolene Anderson      | Wisconsin             | 5'8" (1.73 m) |
| 2008–09 | Renee Montgomery     | Connecticut           | 5'7" (1.70 m) |
| 2009–10 | Alexis Gray-Lawson   | California            | 5'8" (1.73 m) |
| 2010–11 | Courtney Vandersloot | Gonzaga               | 5'8" (1.73 m) |
| 2011–12 | Tavelyn James        | Eastern Michigan      | 5'7" (1.70 m) |
| 2012–13 | Alex Bentley         | Penn State            | 5'8" (1.73 m) |
| 2013–14 | Odyssey Sims*        | Baylor                | 5'8" (1.73 m) |